# Emile-Auguste Allgeyer
Emile-Auguste Allgeyer CSSp (ur. 14 kwietnia 1856 w Rixheimie, zm. 9 kwietnia 1924) – francuski duchowny rzymskokatolicki, duchacz, misjonarz, wikariusz apostolski Północnego Zanguebaru i Zanzibaru.

## Biografia
4 listopada 1884 otrzymał święcenia prezbiteriatu i został kapłanem Zgromadzenia Ducha Świętego pod opieką Niepokalanego Serca Maryi Panny.
17 lutego 1897 papież Leon XIII mianował go wikariuszem apostolskim Północnego Zanguebaru oraz biskupem tytularnym ticelijskim. 25 kwietnia 1897 w należącym do duchaczy klasztorze Knechtsteden w Niemczech przyjął sakrę biskupią z rąk biskupa pomocniczego kolońskiego Antona Huberta Fischera. Współkonsekratorem był biskup pomocniczy paderborński Augustin Göckel. Asystował im o. Karl Heinrich Johannes Willibrord Benzler OSB.
21 grudnia 1906 zmieniono nazwę jego wikariatu apostolskiego. Od tego dnia nosił tytuł wikariusza apostolskiego Zanzibaru.
3 kwietnia 1913 zrezygnował z katedry.